# Bulbophyllum jamaicense
Bulbophyllum jamaicense é uma espécie de orquídea (família Orchidaceae) pertencente ao gênero Bulbophyllum. Foi descrita por Célestin Alfred Cogniaux em 1909.